# Insieme di Vitali
In matematica, l'insieme di Vitali, che prende il nome dal matematico italiano Giuseppe Vitali, fornisce un esempio di sottoinsieme di {\displaystyle \mathbb {R} } che non è misurabile da nessuna misura che sia positiva, invariante per traslazioni e sigma-finita (in particolare non è misurabile rispetto alla misura di Lebesgue). Per la costruzione dell'insieme di Vitali è indispensabile l'assioma della scelta.
La costruzione procede nel seguente modo:
- Si definisce sui numeri reali dell'intervallo {\displaystyle [0,1]} la seguente relazione di equivalenza: si dice che {\displaystyle x} è equivalente a {\displaystyle y} se la loro differenza è un numero razionale.
- Si considera l'insieme di tutte le classi di equivalenza indotte dalla relazione appena definita. Queste devono essere una infinità non numerabile, poiché se fossero un'infinità numerabile avremmo che l'insieme {\displaystyle [0,1]} stesso sarebbe numerabile (in quanto unione numerabile di insiemi numerabili).
- Per l'assioma della scelta esiste un insieme che contiene esattamente un rappresentante di ogni classe, chiamiamolo {\displaystyle V}: è l'insieme di Vitali.

## Dimostrazione della non misurabilità dell'insiemeV{\displaystyle V}
L'insieme di Vitali ha le seguenti proprietà: 
- Se lo si trasla di una quantità pari ad un qualsiasi numero razionale strettamente positivo, occuperà punti completamente diversi da quelli che occupava inizialmente. Più formalmente, l'insieme {\displaystyle V} e il suo traslato {\displaystyle V+q} sono disgiunti per qualsiasi {\displaystyle q\in \mathbb {Q} \setminus \{0\}}. Questo perché se per assurdo fosse {\displaystyle V\cap T_{q}(V)\neq \emptyset }, dove {\displaystyle T_{q}(V)=V+q} con {\displaystyle q\in \mathbb {Q} \setminus \{0\}}, esisterebbero {\displaystyle x,y\in V} distinti, e quindi con {\displaystyle (y-x)\notin \mathbb {Q} } essendo rappresentanti di diverse classi di equivalenza, tali che {\displaystyle y=T_{q}(x)}. Ma allora, {\displaystyle y=x+q}, ovvero {\displaystyle (y-x)=q\in \mathbb {Q} }, che è assurdo avendo osservato che {\displaystyle (y-x)\notin \mathbb {Q} } per ogni {\displaystyle x,y\in V} distinti.
- Dato un qualunque punto {\displaystyle x\in [0,1]}, questo apparterrà a qualcuna delle traslazioni {\displaystyle V+q} con {\displaystyle q\in \mathbb {Q} }: infatti {\displaystyle x} apparterrà a qualcuna delle classi di equivalenza definite sopra, e dato che in {\displaystyle V} c'è un rappresentante di ogni classe, allora in {\displaystyle V} c'è un punto che dista da {\displaystyle x} una quantità pari ad un numero razionale.

Dalle proprietà enunciate discende la non misurabilità di {\displaystyle V} nel caso in cui la misura {\displaystyle \mu } verifichi le seguenti proprietà:
- per ogni insieme {\displaystyle A} si verifica l'invarianza per traslazioni, ovvero {\displaystyle \mu (x+A)=\mu (A)}.
- positività: {\displaystyle \mu (\mathbb {R} )\neq 0}
- si verifica {\displaystyle \mu ([a,b])<\infty } per ogni {\displaystyle a}, {\displaystyle b}. Grazie all'invarianza per traslazioni, affinché valga questa condizione è sufficiente assumere che {\displaystyle \mu } è una misura sigma-finita.

Per dimostrare la non misurabilità di {\displaystyle V} rispetto alla misura {\displaystyle \mu } si assume che sia definito il valore di {\displaystyle \mu (V)} e si ricava una contraddizione con le ipotesi. Si consideri l'insieme ottenuto unendo tutte le possibili traslazioni di {\displaystyle V} di numeri razionali compresi tra {\displaystyle -1} e {\displaystyle 1}. A tale scopo, si prenda inizialmente una enumerazione {\displaystyle q_{1},q_{2},q_{3},\dots } dei razionali di {\displaystyle [-1,1]}, e si definisca l'insieme:
{\displaystyle U=(V+q_{1})\cup (V+q_{2})\cup \dots \cup (V+q_{n})\cup \dots }
Si osserva che {\displaystyle \mu (U)<\infty } perché {\displaystyle U} è un insieme limitato ({\displaystyle U\subset [-1,2]} e quindi viene dalla terza proprietà di {\displaystyle \mu }). Poiché {\displaystyle U} è un'unione disgiunta di insiemi, per le proprietà delle misure si ha che:
{\displaystyle \mu (U)=\mu (V+q_{1})+\mu (V+q_{2})+\dots +\mu (V+q_{n})+\dots }
e per l'invarianza di {\displaystyle \mu } per traslazioni:
{\displaystyle \mu (U)=\mu (V)+\mu (V)+\dots +\mu (V)+\dots }
ma poiché la quantità a sinistra dell'uguaglianza è finita, la relazione appena scritta implica che {\displaystyle \mu (V)=0}, e quindi anche {\displaystyle \mu (U)=0}. Si è osservato prima, tuttavia, che ogni {\displaystyle x\in [0,1]} si trova in uno dei {\displaystyle V+q_{n}}, quindi {\displaystyle U} deve includere tutto l'intervallo {\displaystyle [0,1]}. Ma allora, dalle proprietà delle misure, si ha {\displaystyle \mu ([0,1])\leq \mu (U)} e si è visto che quest'ultima è nulla, quindi {\displaystyle \mu ([0,1])=0} e per l'invarianza per traslazioni si deve avere anche {\displaystyle \mu (\mathbb {R} )=0}, il che contraddice le ipotesi su {\displaystyle \mu }.